# 殖边银行新疆专用红钱票
殖边银行新疆专用红钱票是中华民国新疆省当局为了解决新疆与内地汇通问题而准备发行的以新疆红钱为单位，加印维吾尔文的货币。然而该货币因为殖边银行因挤兑风潮倒闭导致并未发行。由于并未发行就遭到销毁，“殖边银行新疆专用红钱票”在民间存世不多，实物罕见。

## 历史
民国初年，因为新疆地区所流通货币并不在内地流通，商人们只能通过票庄进行兑换货币，但因为票庄的停收，商人们面临着诸多不便。民国四年（公元1915年）3月，新疆省财政厅厅长潘震向主政新疆的杨增新提出该问题，并希望能够批准在新疆设立殖边银行分行以解决该问题。该提议被新疆省政府批准后，杨增新向北洋政府递函，并动用省库中三万六千两以认购殖边银行五千股，合计银元五万元。之所以选择殖边银行，是因为恰逢殖边银行派遣刘文龙来新疆招股，筹设分行，另外殖边银行建立的目的就是为了辅助中国银行对边疆金融力量力所不及的地方。这一年4月，殖边银行新疆分行在迪化市（今乌鲁木齐市）成立，刘文龙任行长。8月，塔城支行成立。次年（公元1916年）1月，喀什办事处成立。刘文龙上任后，立刻着手计划发行以新疆红钱为单位，加印维吾尔文的“殖边银行新疆专用红钱票”。
然而因为殖边银行发行货币的地区并不仅限于边疆地区。在天津、汉口、上海等未经获准的地区殖边银行也开始建立分行并发行纸币。此举使得中国银行兑换券的推广受到了阻碍，所以北洋政府财政部币制局多次要求殖边银行收缩发行业务，停止发行并收回已发行的纸币。但殖边银行并未执行，仍然继续发放纸币，最终导致挤兑风潮的发生。1916年起，殖边银行总行、分行相继停业、倒闭，新疆分行也于5月倒闭。已经印制完成的“殖边银行新疆专用红钱票”还未经发行便被新疆省公安管理处查封，最终交由官钱局以及新疆财政厅被当众销毁。

## 形制特征

殖边银行新疆专用红钱票肆百文钞票正反面

“殖边银行新疆专用红钱票”面值分为三种，其中红钱肆百文钞票为主币，合白银一两。另外有合白银五钱的红钱贰百文钞票及合白银二钱五分的红钱壹百文钞票的辅币。三种面值的纸币均为民国五年（公元1916年）版的横式钞票，在北京印制且均未编号盖章发行。
红钱肆百文钞票长165毫米，宽90毫米。纸币正面底纹为黄色，其上为蓝灰色图纹，左右有淡红及黄色的图案花纹。中间图案为方形北京颐和园图景，图景上方为“殖边银行”的横书汉文。图景两侧则是“红钱肆百文”的直书汉文。图景下侧正中为一行汉字“中华民国五年制”，右侧为一行小字“凭票即付”，左侧为一行小字“不挂失票”。纸币正面四角均为“肆百”的汉字。“殖边银行”四字两侧有空格是为发行时加印编号而留。沿票面左右两侧也有为加印发行地名而留的空格。红钱肆百文钞票背面底纹为橙黄色，图纹则是红色，文字及数字均为黑色。背面中央的图案上用维吾尔文草体书写“当红钱四百文铜币”。中央图案的左右两侧则为“不挂失票”和“凭票即付”的两行维吾尔文小字。钱币背面正中上为维吾尔文“殖边银行”一行字。正中下则为一行法文“红钱肆百文”。这也是背面左上和右上两个角为阿拉伯文“400”，左下角和右下角则是阿拉伯数字“400”。
红钱贰百文钞票长125毫米，宽66毫米。纸币正面底纹为黄绿色，其上为铁灰色图纹，左右有淡红色的图案花纹。中间为椭圆形图景，内容是长城。与红钱肆百文钞票除了将“肆百”改为“贰百”以及花纹图案不同外，其余基本一致。红钱贰百文钞票背面为浅橙色底纹，上有紫灰色图纹，并未印有任何语言的文字和数码，其原因可能是在加印维吾尔文等文字及数字之前，殖边银行便已倒闭。
红钱壹百文钞票长105毫米，宽64毫米。纸币正面底纹为黄色，其上为紫红色图纹。左右有蓝、红、黄色图案花纹。中间为椭圆形图景，内容近景左侧为两位耕地的农民，右侧是一列骆驼商队，远景有一列火车以及树林和山峰。与红钱贰百文钞票一样，除了将“肆百”改为“壹百”以及花纹图案不同外，其余基本一致。红钱壹百文钞票背面为浅橙色底纹，上有黑褐色图纹。与红钱贰百文钞票相同，红钱壹百文钞票背面也没有印有任何语言的文字和数码。不过，红钱壹百文钞票的图案与红钱贰百文钞票略有不同。